# چن شیائومین
چن شیائومین (انگلیسی: Chen Xiaomin؛ زادهٔ ۷ فوریهٔ ۱۹۷۷) وزنه‌بردار اهل چین بود. او به نمایندگی از کشورش در بازی‌های المپیک تابستانی ۲۰۰۰ شرکت کرد.